# خزف صيني

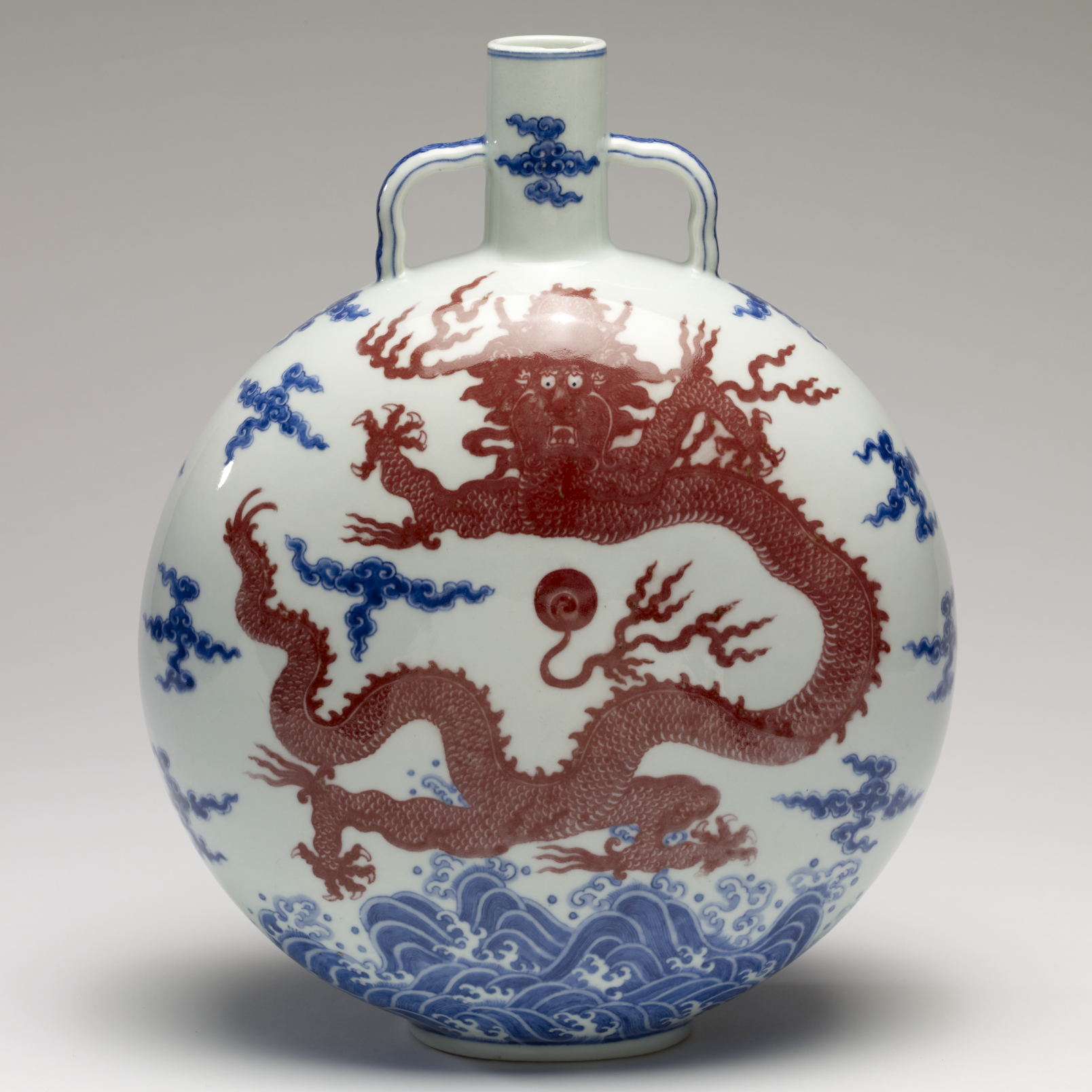
قمر جينغدتشن الصيني من البورسلين باللون الأزرق والأحمر المزجج. فترة تشيان لونغ، 1736 إلى 1796

الخزف الصيني أو الصيني أو الپورسلين أو البُرسلان (نقحرة: بورسلان) هو مادة خزفية مصنوعة من مواد التسخين، بما في ذلك عمومًا مادة مثل الكاؤولين، في فرن لدرجة حرارة تتراوح بين 1200 و 1400 درجة مئوية (2200 و 2600 درجة فهرنهايت). تنبع قوة وشفافية الخزف، مقارنةً بأنواع الفخار الأخرى، أساسًا من التزجيج وتكوين المعدن الموليت داخل الجسم في درجات الحرارة المرتفعة هذه. على الرغم من اختلاف التعريفات، يمكن تقسيم البورسلين إلى ثلاث فئات رئيسية: عجينة صلبة وعجينة ناعمة وعظام الخزف الصيني. تعتمد الفئة التي ينتمي إليها الكائن على تكوين العجينة المستخدمة في صنع جسم الكائن الخزفي وظروف الاحتراق.
تطور الخزف ببطء في الصين واكتمل في مرحلة ما منذ نحو 2000 إلى 1200 عام، ثم انتشر ببطء إلى دول شرق آسيا الأخرى، وأخيراً أوروبا وبقية العالم. تعتبر عملية تصنيعه أكثر تطلبًا من تلك الخاصة بالأواني الفخارية والحجرية، وهما النوعان الرئيسيان الآخران من الفخار، وعادةً ما يُنظر إليه على أنه أكثر أنواع الفخار شهرة نظرًا لدقته وقوته ولونه الأبيض. يتحد جيدًا مع كل من الطلاء الزجاجي والطلاء، ويمكن تصميمه جيدًا، مما يسمح بمجموعة كبيرة من العلاجات الزخرفية في أدوات المائدة والأواني. كما أن لها استخدامات عديدة في التكنولوجيا والصناعة.
الاسم الأوروبي، البورسلين بالإنجليزية، مشتق من البُرسلان الإيطالي القديم (قشرة الكاوري) بسبب تشابهه مع سطح القشرة. يشار إلى البُرسلان أيضًا باسم الصين أو الصين الجميلة في بعض البلدان الناطقة باللغة الإنجليزية، كما شوهد لأول مرة في الواردات من الصين. وتشمل الخصائص المرتبطة بالبورسلين نفاذية ومرونة منخفضة؛ قوة كبيرة وصلابة وبياض وشفافية ورنين؛ ومقاومة عالية للهجوم الكيميائي والصدمات الحرارية.
وُصِف الخزف بأنه مزجج تمامًا، وصلب، وغير منفذ (حتى قبل التزجيج)، وأبيض أو ملون صناعيًا، وشفافًا (إلا عندما يكون سمكًا كبيرًا) ورنينًا. ومع ذلك، فإن مصطلح «الخزف» يفتقر إلى تعريف عالمي و «طُبِّق بطريقة غير منهجية على مواد من أنواع مختلفة لها سمات سطحية معينة مشتركة». تصنف منطقة شرق آسيا الفخار فقط إلى الأواني منخفضة النيران (الخزف) والأواني عالية النيران (غالبًا ما تُترجم على أنها خزف)، ويتضمن الأخير أيضًا ما يسميه الأوروبيون الخزف الحجري، والذي يكون عالي النيران ولكن ليس أبيض أو شفاف عمومًا. يمكن استخدام مصطلحات مثل «البورسلين الأولي» أو «البورسلين» أو «شبه البورسلين» في الحالات التي يقترب فيها الجسم الخزفي من البياض والشفافية.

## أنواع

### عجينة صلبة
اختُرع البورسلين ذو العجينة الصلبة في الصين، ويستخدم أيضًا في البورسلين الياباني، وتوجد في هذه المادة معظم أجود الأواني الخزفية. أُنتج أقدم أنواع الخزف الأوروبي في مصنع ميسن في أوائل القرن الثامن عشر؛ شُكِّلت من عجينة مكونة من الكولين والمرمر ووُضعت في درجات حرارة تصل إلى 1400 درجة مئوية (2,552 درجة فهرنهايت) في فرن يعمل بالحطب، مما أدى إلى إنتاج خزف ذي صلابة وشفافية وقوة كبيرة. في وقت لاحق، تغيرت تركيبة معجون ميسن الصلب واستُبدل المرمر بالفلسبار والكوارتز، مما سمح بحرق القطع في درجات حرارة منخفضة. يستمر الكاولينيت والفلدسبار والكوارتز (أو أشكال أخرى من السيليكا) في تكوين المكونات الأساسية لمعظم البورسلين الأوروبي ذي العجينة الصلبة.

### عجينة ناعمة
يعود تاريخ البُرسلان ذو العجينة الطرية إلى المحاولات المبكرة للخزافين الأوروبيين لتكرار الخزف الصيني باستخدام مزيج من الطين والفريت. من المعروف أن حجر الصابون والجير قد ضُمِّنت في هذه التركيبات. لم تكن هذه الأواني بعد أواني خزفية فعلية لأنها لم تكن صلبة أو مزججة بإطلاق طين الكاولين في درجات حرارة عالية. نظرًا لأن هذه التركيبات المبكرة عانت من تشوه كبير في البيروبلاستيك، أو هبوط في الفرن عند درجات حرارة عالية، فقد كان إنتاجها غير اقتصادي وذات جودة منخفضة.
طُوِّرت الصيغ في وقت لاحق على أساس الكولين مع الكوارتز، الفلسبار، النفيلين سينيت أو غيرها من الصخور الفلسبثية. كانت هذه متفوقة تقنيًا، واستمر إنتاجها. يُحرق الخزف ذو العجينة الرخوة في درجات حرارة أقل من الخزف ذي العجينة الصلبة، وبالتالي فإن هذه الأواني عمومًا أقل صلابة من البورسلين الصلب.

### الصين العظام
على الرغم من أنه طُوِّرَ في الأصل في إنجلترا عام 1748 للتنافس مع الخزف المستورد، إلا أن الخزف الصيني يُصنع الآن في جميع أنحاء العالم، بما في ذلك الصين. كان الإنجليز قد قرأوا رسائل المبشر اليسوعي فرانسوا كزافييه دي إنتركول، التي وصفت بالتفصيل أسرار صناعة الخزف الصيني. تكهن أحد الكتاب بأن سوء فهم النص يمكن أن يكون مسؤولاً عن المحاولات الأولى لاستخدام رماد العظام كمكون من مكونات الخزف الإنجليزي، على الرغم من أن هذا لا يدعمه الباحثون والمؤرخون.
صُنع الخزف العظمي الإنجليزي تقليديًا من جزأين من رماد العظام، وجزء واحد من الكاولين وجزء آخر من الحجر الصيني، على الرغم من أنه استُبدل إلى حد كبير بالفلسبار من مصادر غير بريطانية. لكن على سبيل المثال، لا يزال دربي التاج الملكي يستخدم 50% من رماد العظام في القرن الحادي والعشرين.

## المواد
الكولين هو المادة الأساسية التي يصنع منها البُرسلان، على الرغم من أن المعادن الطينية قد تمثل نسبة صغيرة فقط من الكل. كلمة لصق هي مصطلح قديم لكل من المواد المحروقة وغير المحروقة. المصطلح الأكثر شيوعًا للمادة غير المنشورة هو «الجسم»؛ على سبيل المثال، عند شراء المواد، قد يطلب الخزاف كمية من الخزف من البائع.
يختلف تكوين البورسلين بدرجة كبيرة، ولكن غالبًا ما يكون معدن الطين الكاولينيت مادة خام. يمكن أن تشمل المواد الخام الأخرى الفلسبار، والطين الكروي، والزجاج، ورماد العظام، والحجر الجيري، والكوارتز، والبيتونتس، والمرمر.
غالبًا ما توصف الصلصال المستخدمة بأنها طويلة أو قصيرة، اعتمادًا على مرونتها. الطين الطويل متماسك (لزج) وله مرونة عالية؛ الصلصال القصير أقل تماسكًا ولديه مرونة أقل. في ميكانيكا التربة، تُحدد اللدونة من خلال قياس الزيادة في محتوى الماء المطلوب لتغيير الطين من الحالة الصلبة المتاخمة للبلاستيك إلى الحالة البلاستيكية التي تحد من السائل، على الرغم من أن المصطلح يستخدم أيضًا استخدامًا أقل رسمية لوصف السهولة التي يمكن أن يعمل بها الطين.

## مواد الأولية كيميائيا

### 1) الفلدسبار:MOAL2O3.6SiO2
حيثMهي: K , Na، Ca
والفلدسبار: مادة أولية مكونة للخزف، ومساعدة على الانصهار، يخفض درجة حرارة الشي من 1700إلى1450درجة مئوية وذلك نتيجة لإحتواءه على أكسيد قلوي.

#### 2)الغضار: كاؤولين
ينتج من تعرية الفلدسبار:{\displaystyle {\ce {K2Al2O3.6SiO2+CO2+2H2O->K2CO3+Al2O3.2SiO2.2H2O+4SiO2}}}
ميزات الكاؤولين:
- طري عندما يكون مع الماء وقاسي عند مایجف.
- زجاجي المظهر عالي القساوة عندما يكون مشويا.
- يعاني انكماش بالحجم والطول بسبب انطلاق الماء عنه.

#### 3) الفلنت (الرمل)SiO2
مقاوم للانصهار والانكماش.

##### 4)دولوميناتMgCa(CO3)2:
نسبة Mg لكربونات الكالسيوم 1:1 إذا كان مثالي. وأقصی نسبة للمغنزيوم 50 أو أقل لا يجب أن تتجاوز هذه النسبة أثناء الشي يتقلص بسبب انطلاق CO2 منه ويعد من المواد المساعدة على الإنصهار.

###### 5)الكالسيت CaCO3
مساعدة على الانصهار وتتقلص أثناء الشي لانطلاق CO2ومنها.

## صناعته
تتم الصناعة على مرحلتين:

### 1-صناعة الهيكل
1. كاؤولين +فلدسبار +رمل.
2.مطحنة كرانت بالطريقة الرطبة.
3. خزان مروحي (رمل مطحون+فلدسبار مطحون)
4.خزان مشطي مهمته نزع فقاعات من الهواء.
تشكيل:-بالسكب (الأشكال غير متناظرة).
-بالقوالب(الأشكال المتناظرة).
شي الهيكل:
150 °C
- ينطلق الماء الفيزيائي .
-تشكل مسامات نتيجة انطلاق الماء الفيزيائي.
-انكماش % 20 حجما و % 7 طولا.
600 - 650 °C
- نزع الماء الكيميائي.
- تشكل المسام خسارة شوارد الهيدروكسيل (الهيدروكسيل هو الناتج OH المرتبط بAl)
-تحول الكاؤولين إلى میتاکاؤولين .
1000-900 °C
- انطلاق CO2.
-تشكل مسامات نتيجة انطلاق CO2 .
- تفكك الميتاکاؤولين وتشكل الموليت3Al2O3.2SiO2.
وللمسامات أهمية فهي تمتص سائل التزجج لتجعل الطبقة التزجج جذور في أعماق بنية الهيكل الأساسي يضفي عليها قوة ومتانة.
تعتمد درجة التزجج على:
1- نسبة الأكاسيد المقاومة إلى الأكاسيد المساعدة . 2- درجة الحرارة التي يصل إليها الشي 1600 °C 1500-
3- مدة الشي: كلما ازدات المدة تنخفض الحرارة.

#### 2-مرحلة التزجج
تبدأ بتحضیر سائل التزجج حيث تكون مركباته نفس مواد خلطة الهيكل ولكن النعومة هنا تكون أعلى. مع نسبة أعلى من الفلدسبار درجة الحرارة بالشي تكون 145 °C وتستغرق عملية الشي من 36 - 24ساعة.
طرق طليها: يطلى الهيكل الأساسي للمنتج بهذا السائل إما بغمسه بهذا السائل أو بالرذ أو بالطلاء بالفرشاة .
فرن التزجج:
المناطق الحرارية:
- 150 °C منطقة التجفيف: يُنزع فيها الماء الفيزيائي.
- 600 °C نزع الماء الكيميائي .
-800– 1000 °C تكليس وينطلق CO2.
- 1100 - 1200 °C منطقة الأكسدة:
نعطيه O2بالتسخين فينتجCO2 حمضي ويؤثر على الآجر لذلك يجب أن يكون الآجر سيليس لمقاومة الحموضة وفي هذه المنطقة نتخلص من المواد العضوية الموجودة بالغضار.
-°C 1200- 1300 منطقة الإرجاع تقليلO2يشكل الحديد نقط سوداء بالاناء بعد التزجج لذلك لا يجب أن يوجد سائل الترجج
- 1450-1400 منطقة التزجج (شي).
تخفيض درجة الحرارة:
لكي لاتزيد التكلفة عند الحاجة لحرارة عالية بعملية الشي وذلك ب:
-إما بإضافة مواد قلوية لحد معين لأنه يؤثر على الموليت) مثل دولوميت - كربونات كالسيوم - كربونات صوديوم
-أو تزيد مدة الشي.

## تزيين الخزف وتلوينه
تجري عادة بعد إنجاز مرحلة التزجج بفرن كهربائي عند درجة حرارة 600 – 800 وذلك لكي لا يحصل أي عملية أكسدة أو إرجاع للعناصر الانتقالية فيتم تغيير باللون مثلا.
سائل الذهب:
وهو محلول غروي ندهن فيه ثم ندخله للشي أيضا.